# Sportverein Stuttgarter Kickers 1985-1986
Questa voce raccoglie le informazioni riguardanti lo Sportverein Stuttgarter Kickers nelle competizioni ufficiali della stagione 1985-1986.

## Stagione
Nella stagione 1985-1986 il Stuttgarter Kickers, allenato da Dieter Renner, concluse il campionato di 2. Bundesliga al 6º posto. In Coppa di Germania il Stuttgarter Kickers fu eliminato al primo turno dall'Homburg.

## Rosa
| N. |                        | Ruolo | Calciatore        |
| -- | ---------------------- | ----- | ----------------- |
|    | Polonia (bandiera)     | P     | Waldemar Cimander |
|    | Germania (bandiera)    | D     | Dieter Finke      |
|    | Germania (bandiera)    | D     | Ralf Forster      |
|    | Germania (bandiera)    | D     | Joachim Müller    |
|    | Germania (bandiera)    | D     | Heribert Stadler  |
|    | Germania (bandiera)    | D     | Peter Stichler    |
|    | Germania (bandiera)    | C     | Ulrich Böpple     |
|    | Germania (bandiera)    | C     | Frank Elser       |
|    | Germania (bandiera)    | C     | Andreas Hägele    |
|    | Inghilterra (bandiera) | C     | Peter Hobday      |
|    | Germania (bandiera)    | C     | Arthur Jeske      |

| N. |                     | Ruolo | Calciatore          |
| -- | ------------------- | ----- | ------------------- |
|    | Germania (bandiera) | C     | Eckehard Müller     |
|    | Germania (bandiera) | C     | Bernd Schindler     |
|    | Germania (bandiera) | C     | Niels Schlotterbeck |
|    | Germania (bandiera) | C     | Alois Schwartz      |
|    | Germania (bandiera) | C     | Christian Streich   |
|    | Germania (bandiera) | A     | Dieter Dannenberg   |
|    | Polonia (bandiera)  | A     | Kazimierz Kmiecik   |
|    | Germania (bandiera) | A     | Andreas Merkle      |
|    | Germania (bandiera) | A     | Detlef Olaidotter   |
|    | Germania (bandiera) | A     | Ralf Vollmer        |

## Organigramma societario
Area tecnica
- Allenatore: Dieter Renner
- Allenatore in seconda:
- Preparatore dei portieri:
- Preparatori atletici:

## Calciomercato

### Sessione estiva
| Acquisti | Acquisti          | Acquisti     | Acquisti |
| R.       | Nome              | da           | Modalità |
| -------- | ----------------- | ------------ | -------- |
| C        | Frank Elser       | Ulma         |          |
| A        | Kazimierz Kmiecik | Larissa      |          |
| D        | Heribert Stadler  | Stoccarda II |          |
| D        | Peter Stichler    | Schalke 04   |          |
| C        | Christian Streich | Freiburger   |          |

| Cessioni | Cessioni        | Cessioni           | Cessioni |
| R.       | Nome            | a                  | Modalità |
| -------- | --------------- | ------------------ | -------- |
| P        | Paul Hesselbach | ASV Herzogenaurach |          |
| A        | Thomas Remark   | Waldhof Mannheim   |          |
| C        | Martin Wiesner  | TeBe Berlino       |          |

### Sessione invernale
| Acquisti | Acquisti | Acquisti | Acquisti |
| R.       | Nome     | da       | Modalità |
| -------- | -------- | -------- | -------- |

| Cessioni | Cessioni | Cessioni | Cessioni |
| R.       | Nome     | a        | Modalità |
| -------- | -------- | -------- | -------- |

## Risultati

### 2. Bundesliga

#### Girone di andata
| Arbitro: | Schäfer |

|             |           |           |
| Löffler 14’ | Marcatori | 88’ Finke |

| Arbitro: | Boos |

|                                                       |           |                                     |
| Olaidotter 52’ Dannenberg 60’ (rig.), 80’ Kmiecik 90’ | Marcatori | 55’ (aut.) Forster 78’ Westerwinter |

| Arbitro: | Eli |

|          |           |           |
| Reif 62’ | Marcatori | 78’ Elser |

| Arbitro: | Bruch |

|                                    |           |             |
| Finke 54’ Schindler 80’ Merkle 87’ | Marcatori | 52’ Brandts |

| Arbitro: | Gangkofer |

|                                            |           |  |
| Olaidotter 3’, 85’ Vollmer 68’ Kmiecik 89’ | Marcatori |  |

| Arbitro: | Kasperowski |

|                          |           |  |
| Worm 37’ Buchheister 87’ | Marcatori |  |

| Arbitro: | Broska |

|                          |           |  |
| Finke 33’ Olaidotter 51’ | Marcatori |  |

| Arbitro: | Puchalski |

|                           |           |  |
| Foda 58’, 75’ Wollitz 81’ | Marcatori |  |

| Arbitro: | Probst |

|                               |           |  |
| Elser 37’, 89’ Olaidotter 63’ | Marcatori |  |

| Arbitro: | Diekert |

|                                      |           |  |
| Bakalorz 30’ Scott 33’ Cestonaro 36’ | Marcatori |  |

| Arbitro: | Merk |

|                                        |           |                                       |
| Vollmer 33’, 58’ Müller 66’ Merkle 69’ | Marcatori | 7’ Reisinger 75’ Maričić 79’ Fraßmann |

| Arbitro: | Föckler |

|            |           |                |
| Gaedke 43’ | Marcatori | 15’ Olaidotter |

| Arbitro: | Werner |

|            |           |          |
| Merkle 10’ | Marcatori | 82’ Besl |

| Arbitro: | Müller |

|                                             |           |  |
| Stumpf 11’ Pilipović 53’ (rig.) Schmidt 86’ | Marcatori |  |

| Arbitro: | Schäfer |

|                                               |           |                       |
| Finke 15’, 22’ Vollmer 82’ Kmiecik 88’ (rig.) | Marcatori | 61’ Tilner 65’ Kunkel |

| Arbitro: | Steffens |

|                         |           |                            |
| Lottermann 14’ Emig 86’ | Marcatori | 45’ Vollmer 56’ Olaidotter |

| Arbitro: | Ermer |

|                                   |           |  |
| Schindler 28’, 38’ Olaidotter 77’ | Marcatori |  |

| Arbitro: | Retzmann |

|                   |           |                        |
| Linz 46’ Grau 85’ | Marcatori | 86’ Merkle 87’ Vollmer |

| Arbitro: | Krug |

|                 |           |             |
| Merkle 39’, 59’ | Marcatori | 83’ Traband |

#### Girone di ritorno
| Arbitro: | Hellwig |

|                                      |           |             |
| Vollmer 1’ Olaidotter 58’ Merkle 81’ | Marcatori | 43’ Löffler |

| Arbitro: | Osmers |

|                 |           |                |
| Clute-Simon 51’ | Marcatori | 80’ Dannenberg |

| Arbitro: | Scheuerer |

|                                              |           |        |
| Merkle 14’ Dannenberg 40’ (rig.), 66’ (rig.) | Marcatori | 7’ Dum |

| Arbitro: | Pauly |

|             |           |  |
| Brandts 57’ | Marcatori |  |

| Arbitro: | Kasperowski |

|                                            |           |                |
| Eickels 20’, 76’ Krstičević 58’ Dauber 85’ | Marcatori | 62’ Dannenberg |

| Arbitro: | Weber |

|                                        |           |             |
| Stadler 8’ Hobday 38’, 50’ Kmiecik 81’ | Marcatori | 62’ Posipal |

| Arbitro: | Kruse |

|            |           |  |
| Dooley 50’ | Marcatori |  |

| Arbitro: | Brehm |

|  |           |            |
|  | Marcatori | 41’ Helmer |

| Arbitro: | Steinborn |

|                     |           |            |
| Aussem 63’ Gede 78’ | Marcatori | 21’ Merkle |

| Arbitro: | Mierswa |

|                                    |           |                                     |
| Olaidotter 2’ Elser 19’ Hobday 80’ | Marcatori | 18’ Freudenstein 68’ (rig.) Hecking |

| Arbitro: | Heitmann |

|                      |           |             |
| Maričić 7’ Gores 35’ | Marcatori | 61’ Vollmer |

| Arbitro: | Puchalski |

|                       |           |                          |
| Merkle 36’ Hobday 49’ | Marcatori | 10’, 90’ Bunk 28’ Gaedke |

| Arbitro: | Hontheim |

|             |           |             |
| Scheler 20’ | Marcatori | 23’ Vollmer |

| Arbitro: | Theobald |

|                        |           |              |
| Kmiecik 38’ Merkle 54’ | Marcatori | 9’ Pilipović |

| Arbitro: | Kriegelstein |

|  |           |                        |
|  | Marcatori | 19’ Merkle 36’ Vollmer |

| Arbitro: | Amerell |

|                                       |           |  |
| Hobday 17’, 61’ Merkle 31’ Böpple 71’ | Marcatori |  |

| Arbitro: | Bodmer |

|                                        |           |               |
| Notthoff 3’ Struckmann 14’ Schmidt 46’ | Marcatori | 8’ Olaidotter |

| Arbitro: | Gangkofer |

|                                                       |           |          |
| Kmiecik 9’, 36’ Elser 11’ Merkle 18’, 60’ Vollmer 83’ | Marcatori | 90’ Grau |

| Arbitro: | Kasperowski |

|            |           |             |
| Rompel 19’ | Marcatori | 57’ Vollmer |

### Coppa di Germania
| Arbitro: | Stark |

|                                 |           |                                  |
| Finke 15’ Vollmer 20’ Elser 40’ | Marcatori | 55’ Müller 81’ Beck 89’ Mörsdorf |

| Arbitro: | Wuttke |

|                                              |           |                |
| Knoll 8’ Tilk 30’ Ehrmantraut 71’ Dooley 82’ | Marcatori | 75’ Dannenberg |

## Statistiche

### Statistiche di squadra
| Competizione      | Punti | In casa | In casa | In casa | In casa | In casa | In casa | In trasferta | In trasferta | In trasferta | In trasferta | In trasferta | In trasferta | Totale | Totale | Totale | Totale | Totale | Totale | DR  |
| Competizione      | Punti | G       | V       | N       | P       | Gf      | Gs      | G            | V            | N            | P            | Gf           | Gs           | G      | V      | N      | P      | Gf     | Gs     | DR  |
| ----------------- | ----- | ------- | ------- | ------- | ------- | ------- | ------- | ------------ | ------------ | ------------ | ------------ | ------------ | ------------ | ------ | ------ | ------ | ------ | ------ | ------ | --- |
| 2. Bundesliga     | 43    | 19      | 16      | 1       | 2       | 57      | 21      | 19           | 1            | 8            | 10           | 16           | 34           | 38     | 17     | 9      | 12     | 73     | 55     | +18 |
| Coppa di Germania | -     | 1       | 0       | 1       | 0       | 3       | 3       | 1            | 0            | 0            | 1            | 1            | 4            | 2      | 0      | 1      | 1      | 4      | 7      | -3  |
| Totale            | 43    | 20      | 16      | 2       | 2       | 60      | 24      | 20           | 1            | 8            | 11           | 17           | 38           | 40     | 17     | 10     | 13     | 77     | 62     | +15 |

### Andamento in campionato
| Giornata  | 1 | 2 | 3 | 4 | 5 | 6 | 7 | 8 | 9 | 10 | 11 | 12 | 13 | 14 | 15 | 16 | 17 | 18 | 19 | 20 | 21 | 22 | 23 | 24 | 25 | 26 | 27 | 28 | 29 | 30 | 31 | 32 | 33 | 34 | 35 | 36 | 37 | 38 |
| --------- | - | - | - | - | - | - | - | - | - | -- | -- | -- | -- | -- | -- | -- | -- | -- | -- | -- | -- | -- | -- | -- | -- | -- | -- | -- | -- | -- | -- | -- | -- | -- | -- | -- | -- | -- |
| Luogo     | T | C | T | C | C | T | C | T | C | T  | C  | T  | C  | T  | C  | T  | C  | T  | C  | C  | T  | C  | T  | T  | C  | T  | C  | T  | C  | T  | C  | T  | C  | T  | C  | T  | C  | T  |
| Risultato | N | V | N | V | V | P | V | P | V | P  | V  | N  | N  | P  | V  | N  | V  | N  | V  | V  | N  | V  | P  | P  | V  | P  | P  | P  | V  | P  | P  | N  | V  | V  | V  | P  | V  | N  |
| Posizione | 9 | 4 | 6 | 4 | 1 | 4 | 2 | 3 | 1 | 7  | 5  | 7  | 5  | 8  | 6  | 7  | 4  | 5  | 3  | 2  | 3  | 2  | 2  | 4  | 3  | 5  | 7  | 9  | 8  | 10 | 10 | 10 | 10 | 9  | 6  | 8  | 7  | 6  |

Legenda:

Luogo: C = Casa; T = Trasferta. Risultato: V = Vittoria; N = Pareggio; P = Sconfitta.

### Statistiche dei giocatori
| Giocatore        | 2. Bundesliga | 2. Bundesliga | 2. Bundesliga | 2. Bundesliga | Coppa di Germania | Coppa di Germania | Coppa di Germania | Coppa di Germania | Totale   | Totale | Totale      | Totale     |
| Giocatore        | Presenze      | Reti          | Ammonizioni   | Espulsioni    | Presenze          | Reti              | Ammonizioni       | Espulsioni        | Presenze | Reti   | Ammonizioni | Espulsioni |
| ---------------- | ------------- | ------------- | ------------- | ------------- | ----------------- | ----------------- | ----------------- | ----------------- | -------- | ------ | ----------- | ---------- |
| U. Böpple        | 6             | 1             | 1             | 0             | 0                 | 0                 | 0                 | 0                 | 6        | 1      | 1           | 0          |
| W. Cimander      | 38            | 0             | 0             | 0             | 2                 | 0                 | 0                 | 0                 | 40       | 0      | 0           | 0          |
| D. Dannenberg    | 24            | 6             | 1             | 0             | 2                 | 1                 | 0                 | 0                 | 26       | 7      | 1           | 0          |
| F. Elser         | 31            | 5             | 5             | 2             | 2                 | 1                 | 0                 | 0                 | 33       | 6      | 5           | 2          |
| D. Finke         | 30            | 5             | 5             | 0             | 2                 | 1                 | 0                 | 0                 | 32       | 6      | 5           | 0          |
| R. Forster       | 31            | 0             | 5             | 0             | 1                 | 0                 | 0                 | 1                 | 32       | 0      | 5           | 1          |
| P. Hobday        | 33            | 6             | 12            | 0             | 2                 | 0                 | 1                 | 0                 | 35       | 6      | 13          | 0          |
| A. Hägele        | 17            | 0             | 4             | 0             | 0                 | 0                 | 0                 | 0                 | 17       | 0      | 4           | 0          |
| A. Jeske         | 22            | 0             | 4             | 0             | 2                 | 0                 | 0                 | 0                 | 24       | 0      | 4           | 0          |
| K. Kmiecik       | 29            | 7             | 3             | 0             | 2                 | 0                 | 0                 | 0                 | 31       | 7      | 3           | 0          |
| A. Merkle        | 36            | 15            | 1             | 0             | 1                 | 0                 | 0                 | 0                 | 37       | 15     | 1           | 0          |
| E. Müller        | 29            | 1             | 4             | 1             | 1                 | 0                 | 1                 | 0                 | 30       | 1      | 5           | 1          |
| J. Müller        | 6             | 0             | 0             | 0             | 0                 | 0                 | 0                 | 0                 | 6        | 0      | 0           | 0          |
| D. Olaidotter    | 35            | 11            | 7             | 0             | 2                 | 0                 | 0                 | 0                 | 37       | 11     | 7           | 0          |
| B. Schindler     | 36            | 3             | 4             | 0             | 2                 | 0                 | 0                 | 0                 | 38       | 3      | 4           | 0          |
| N. Schlotterbeck | 2             | 0             | 0             | 0             | 0                 | 0                 | 0                 | 0                 | 2        | 0      | 0           | 0          |
| A. Schwartz      | 0             | 0             | 0             | 0             | 0                 | 0                 | 0                 | 0                 | 0        | 0      | 0           | 0          |
| H. Stadler       | 27            | 1             | 7             | 0             | 1                 | 0                 | 0                 | 0                 | 28       | 1      | 7           | 0          |
| P. Stichler      | 8             | 0             | 1             | 0             | 0                 | 0                 | 0                 | 0                 | 8        | 0      | 1           | 0          |
| C. Streich       | 7             | 0             | 1             | 0             | 1                 | 0                 | 0                 | 0                 | 8        | 0      | 1           | 0          |
| R. Vollmer       | 35            | 12            | 3             | 0             | 2                 | 1                 | 0                 | 0                 | 37       | 13     | 3           | 0          |